# Гаврюшов, Андрей Валерьевич
Андрей Валерьевич Гаврюшов (укр. Андрій Валерійович Гаврюшов; род. 24 сентября 1977, Днепропетровск) — украинский футболист, защитник.

## Биография
В семь лет попал в «Днепр-75» из Днепропетровска, туда его привёл его отец. Вместе с ним занимались: Александр Рыкун, Александр Першин и Сергей Перхун. Его команда в своём возрасте, дважды становилась чемпионом Украины. После выпуска из футбольной школы его забрали в дублирующий состав «Днепра». Но долго он там не пробыл, вскоре Гаврюшов оказался в новомосковском «Металлурге». Команда выступала в Третьей и Второй лиге Украины. Тренировал команду тренер Владимир Кобзарев. В 1998 году перешёл в «Александрию», с этим клубом он завоевал право играть в Высшей лиге Украины. В Высшей лиге дебютировал 7 июля 2001 года в матче против киевского «Динамо» (5:0). Из-за финансовых проблем «Александрия» вылетала из высшего дивизиона. А Андрей перешёл в винницкую «Ниву». В команде он не смог закрепиться и покинул клуб. У него было предложение от ужгородского «Закарпатья», но он выбрал алчевскую «Сталь». Там он быстро завоевал авторитет, практически с первых дней ему доверили капитанскую повязку. В июле 2007 года перешёл в донецкий «Металлург». Зимой 2008 года перешёл в луганскую «Зарю», в команде дебютировал 29 марта 2008 года в матче против львовских «Карпат» (3:0). Также был в «Заре» выходил в качестве капитана.

## Личная жизнь
Мать работала на Южном машиностроительном заводе. Отец умер когда Гаврюшову было 12 лет. Младший брат Сергей, занимался футболом, но из-за проблем со зрением он не смог продолжить карьеру футболиста. Со своей будущей женой Яной познакомился в 2000 году в Александрии, когда играл за местный клуб.
Его хобби — рыбалка.

## Статистика
| Сезон   | Клуб                     | Лига        | Чемпионат | Чемпионат | Кубок | Кубок | Дубль | Дубль |
| Сезон   | Клуб                     | Лига        | Игры      | Голы      | Игры  | Голы  | Игры  | Голы  |
| ------- | ------------------------ | ----------- | --------- | --------- | ----- | ----- | ----- | ----- |
| 1994/95 | Металлург (Новомосковск) | Вторая лига | 9         | 0         | 0     | 0     | —     | —     |
| 1995/96 | Металлург (Новомосковск) | Вторая лига | 24        | 0         | 3     | 0     | —     | —     |
| 1996/97 | Металлург (Новомосковск) | Вторая лига | 13        | 0         | 1     | 3     | —     | —     |
| 1998/99 | Александрия              | Первая лига | 27        | 1         | 2     | 0     | —     | —     |
| 1999/00 | Александрия              | Первая лига | 30        | 0         | 1     | 0     | —     | —     |
| 2000/01 | Александрия              | Первая лига | 12        | 0         | 0     | 0     | —     | —     |
| 2001/02 | Александрия              | Высшая лига | 6         | 0         | 0     | 0     | —     | —     |
| 2002/03 | Александрия              | Высшая лига | 24        | 2         | 1     | 0     | —     | —     |
| 2003/04 | Нива (Винница)           | Первая лига | 30        | 3         | 2     | 0     | —     | —     |
| 2004/05 | Сталь (Алчевск)          | Первая лига | 33        | 0         | 3     | 0     | —     | —     |
| 2005/06 | Сталь (Алчевск)          | Высшая лига | 29        | 0         | 2     | 0     | 0     | 0     |
| 2006/07 | Сталь (Алчевск)          | Высшая лига | 27        | 0         | 2     | 0     | 0     | 0     |
| 2007/08 | Металлург (Донецк)       | Высшая лига | 15        | 0         | 3     | 0     | 2     | 0     |
| 2007/08 | Заря (Луганск)           | Высшая лига | 6         | 0         | 0     | 0     | 0     | 0     |
| 2008/09 | Заря (Луганск)           | Высшая лига | 12        | 0         | 0     | 0     | 0     | 0     |
| 2009/10 | Заря (Луганск)           | Высшая лига | 9         | 0         | 0     | 0     | 0     | 0     |